# Liste de ponts de Cuba
Cet article présente une liste de ponts remarquables de Cuba, tant par leurs caractéristiques dimensionnelles, que par leur intérêt architectural ou historique. 

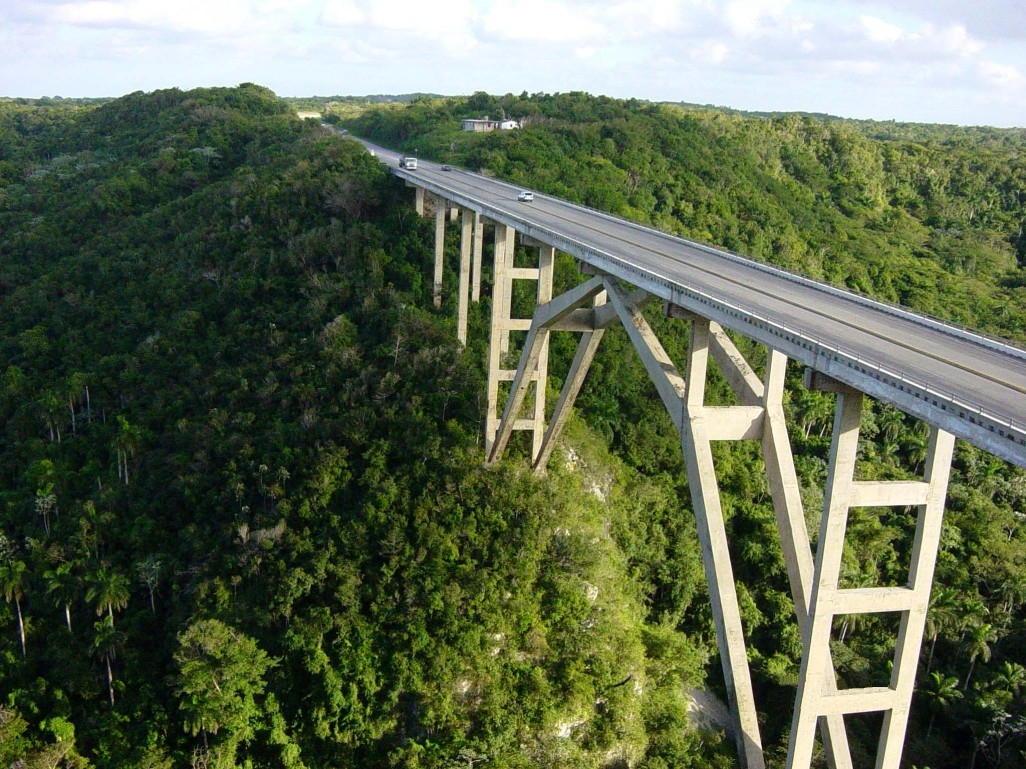
Le pont de Bacunayagua

La catégorie lien donne la classification de l'ouvrage parmi ceux présentés et propose un lien vers la fiche technique du pont sur le site Structurae, base de données et galerie internationale d'ouvrages d'art. La liste peut être triée selon les différentes entrées du tableau pour voir ainsi les ponts en arc ou les ouvrages les plus récents par exemple.
Les colonnes portée et longueur, exprimées en mètres indiquent respectivement la distance entre les pylônes de la travée principale et la longueur totale de l'ouvrage, viaducs d'accès compris.

## Ponts présentant un intérêt historique
|  | Lien | Nom         | Distinction                       | Longueur | Type               | Voie portée Voie franchie | Terminé en | Localisation                                     | Province        | Ref. |
|  | ---- | ----------- | --------------------------------- | -------- | ------------------ | ------------------------- | ---------- | ------------------------------------------------ | --------------- | ---- |
|  | 1    | Pont Yayabo | L'un des plus vieux ponts de Cuba | 85       | Pont en maçonnerie | Yayabo                    | 1815       | Sancti Spíritus 21° 55′ 25,4″ N, 79° 26′ 39,7″ O | Sancti Spíritus | ,    |

## Grands ponts
|  | Lien | Nom                 | Portée | Longueur | Type        | Voie portée Voie franchie   | Terminé en | Localisation                                 | Province           | Ref. |
|  | ---- | ------------------- | ------ | -------- | ----------- | --------------------------- | ---------- | -------------------------------------------- | ------------------ | ---- |
|  | 1    | Pont de Bacunayagua | 114    | 313      | Pont en arc | Via Blanca Vallée de Yumuri | 1960       | Bacunayagua 23° 07′ 56,4″ N, 81° 40′ 49,4″ O | La Havane Matanzas |      |
|  | 2    | Pont de Canimar     | 66     | 290      | Pont en arc | Via Blanca Río Canímar      | 1951       | Matanzas 23° 02′ 20,9″ N, 81° 29′ 48,7″ O    | Matanzas           |      |